# Bolivie aux Jeux olympiques d'été de 1984
L'équipe olympique de Bolivie participe aux Jeux olympiques d'été de 1984 à Los Angeles. Elle n'y remporte aucune médaille.